# Mark Alt
Pour les articles homonymes, voir Alt.
Mark Alt (né le 18 octobre 1991 à Kansas City dans l'État du Missouri aux États-Unis) est un joueur professionnel américain de hockey sur glace. Il évolue au poste de défenseur. Son père, John, était un joueur de football américain.

## Biographie

### Enfance
Son père, John Alt, était un joueur de football américain. Ce dernier a évolué dans la NFL pour les Chiefs de Kansas City de 1984 à 1996.

### Carrière junior
Alors qu'il évoluait au sein de l'école Cretin-Derham Hall, il est choisi au 53e rang par les Hurricanes de la Caroline au deuxième tour du repêchage d'entrée dans la LNH 2010. Il rejoint par la suite les Golden Gophers de l'Université du Minnesota.  

### Carrière professionnelle
Le 13 janvier 2013, les Hurricanes échangent les droits sur Alt aux Flyers de Philadelphie en compagnie de Brian Boucher contre Luke Pither. En avril 2013, il devient professionnel avec le club-école des Flyers, les Phantoms de l'Adirondack. 
Il joue son premier match dans la LNH avec les Flyers en 2015. Le 26 février 2018, il est réclamé au ballottage par l'Avalanche du Colorado.

## Statistiques
| Saison     | Équipe                    | Ligue      |    | Saison régulière | Saison régulière | Saison régulière | Saison régulière | Saison régulière |   | Séries éliminatoires | Séries éliminatoires | Séries éliminatoires | Séries éliminatoires | Séries éliminatoires |
| Saison     | Équipe                    | Ligue      | PJ | B                | A                | Pts              | Pun              | PJ               | B | A                    | Pts                  | Pun                  |                      |                      |
| 2010-2011  | Université du Minnesota   | WCHA       | 35 | 2                | 8                | 10               | 22               | -                | - | -                    | -                    | -                    |                      |                      |
| 2011-2012  | Université du Minnesota   | WCHA       | 43 | 5                | 17               | 22               | 43               | -                | - | -                    | -                    | -                    |                      |                      |
| 2012-2013  | Université du Minnesota   | WCHA       | 39 | 0                | 7                | 7                | 20               | -                | - | -                    | -                    | -                    |                      |                      |
| 2012-2013  | Phantoms de l'Adirondack  | LAH        | 6  | 1                | 1                | 2                | 21               | -                | - | -                    | -                    | -                    |                      |                      |
| 2013-2014  | Phantoms de l'Adirondack  | LAH        | 75 | 4                | 22               | 26               | 31               | -                | - | -                    | -                    | -                    |                      |                      |
| 2014-2015  | Phantoms de Lehigh Valley | LAH        | 44 | 2                | 8                | 10               | 18               | -                | - | -                    | -                    | -                    |                      |                      |
| 2014-2015  | Flyers de Philadelphie    | LNH        | 1  | 0                | 0                | 0                | 0                | -                | - | -                    | -                    | -                    |                      |                      |
| 2015-2016  | Phantoms de Lehigh Valley | LAH        | 72 | 4                | 15               | 19               | 46               | -                | - | -                    | -                    | -                    |                      |                      |
| 2016-2017  | Phantoms de Lehigh Valley | LAH        | 40 | 1                | 10               | 11               | 10               | 5                | 0 | 0                    | 0                    | 2                    |                      |                      |
| 2017-2018  | Phantoms de Lehigh Valley | LAH        | 23 | 5                | 5                | 10               | 8                | -                | - | -                    | -                    | -                    |                      |                      |
| 2017-2018  | Flyers de Philadelphie    | LNH        | 8  | 0                | 0                | 0                | 2                | -                | - | -                    | -                    | -                    |                      |                      |
| 2017-2018  | Avalanche du Colorado     | LNH        | 7  | 0                | 0                | 0                | 0                | -                | - | -                    | -                    | -                    |                      |                      |
| 2018-2019  | Eagles du Colorado        | LAH        | 61 | 6                | 13               | 19               | 30               | 4                | 1 | 2                    | 2                    | 0                    |                      |                      |
| 2018-2019  | Avalanche du Colorado     | LNH        | 2  | 0                | 0                | 0                | 0                | -                | - | -                    | -                    | -                    |                      |                      |
| 2019-2020  | Eagles du Colorado        | LAH        | 55 | 5                | 8                | 13               | 35               | -                | - | -                    | -                    | -                    |                      |                      |
| 2020-2021  | Kings de Los Angeles      | LNH        | 2  | 0                | 0                | 0                | 2                | -                | - | -                    | -                    | -                    |                      |                      |
| 2020-2021  | Reign d'Ontario           | LAH        | 29 | 2                | 5                | 7                | 2                | -                | - | -                    | -                    | -                    |                      |                      |
| 2021-2022  | Barracuda de San José     | LAH        | 46 | 3                | 5                | 8                | 20               | -                | - | -                    | -                    | -                    |                      |                      |
| 2021-2022  | Americans de Rochester    | LAH        | 14 | 0                | 1                | 1                | 4                | 10               | 0 | 2                    | 2                    | 0                    |                      |                      |
| 2022-2023  | Straubing Tigers          | DEL        | 5  | 0                | 0                | 0                | 0                | 7                | 1 | 1                    | 2                    | 0                    |                      |                      |
| Totaux LNH | Totaux LNH                | Totaux LNH | 20 | 0                | 0                | 0                | 4                | -                | - | -                    | -                    | -                    |                      |                      |